# Amancio Alcorta (Komponist)
Amancio Jacinto del Corazón de Jesús Alcorta Zuasnábar (* 16. August 1805 in Santiago del Estero; † 3. Mai 1862 in Buenos Aires) war ein argentinischer Komponist und Politiker.
Von 1817 bis 1820 studierte Alcorta am Convento de Franciscanos de Catamarca Literatur unter der Leitung von Fray Ramón de la Quintana. Danach ging er nach Córdoba, wo er am Colegio de Monserrat Flöte und Harmonielehre bei José María Cambeses studierte und ein Jurastudium an der Universität begann. Dieses brach er 1826 ab und wurde Abgeordneter seiner Heimatprovinz im Congreso de la Nación in Buenos Aires.
Er wurde vom Gouverneur von Santiago de Estero, Román Antonio Deheza, 1830 und vom Gouverneur von Salta, José Güemes, 1831 zum Minister dieser Provinzen ernannt. 1853 wurde er Mitglied des Senats von Argentinien.
Ab 1822 betätigte sich Alcorta auch als Komponist, jedoch ist ein Großteil seiner Werke verloren gegangen. In Überarbeitungen seines Enkels Alberto Williams erhielten sich jedoch mehrere Klavierstücke (Colección de composiciones para piano, valses, minuets, cuadrillas, contradanzas y polkas) und Lieder (Colección de canciones para voces de soprano, contralto, tenor, barítono y bajo), zudem sind auch einige liturgische Werke überliefert.

## Werke
- Lamentaciones für Kontraalt, Tenor, Bass und Orgel
- Gradual para el día de San Martín für Bariton, Flöte und Orgel
- La agonía, canto para el Viernes Santo für Tenor, Bariton und Orgel
- Nocturno für Flöte und Klavier
- Gran fantasía für Flöte und Klavier
- Trío en mi bemol für Flöte, Violine und Klavier
- Trío en sol. für Flöte, Violine und Klavier
- Cuarteto für Flöte, Violine, Cello und Klavier
- Adios für Mezzosopran und Klavier
- Lamentos de cuatro niñas für vierstimmigen gemischten Chor
- El remolino, vals für Klavier